# Gainsborough (Lincolnshire)
Gainsborough is een civil parish in het bestuurlijke gebied West Lindsey, in het Engelse graafschap Lincolnshire. De plaats telt 20.842 inwoners (2011). In 2019 werd het inwonersaantal geschat op 23.243.
Gainsborough stond waarschijnlijk model voor St. Ogg's uit George Eliots roman The Mill on the Floss.

## Bekende inwoners van Gainsborough

### Geboren
- John Alderton (1940), acteur
- Peter Martin (1941-2023), acteur
- Andy Dalby (1948), gitarist
- Julia Deakin (1952), actrice
- Jason Carter (1960), acteur

### Overleden
- Sven Gaffelbaard (ca. 965-1014), koning van Engeland (1013-1014), koning van Denemarken (986-1014) en koning van Noorwegen (986-995,1000-1014)